# سولو واره
سولو واره (استونیایی: Sulev Vare؛ زادهٔ ۱ ژانویهٔ ۱۹۶۲) سیاستمدار و نماینده سابق مجلس اهل استونی است.